# Apatemys
 (mai 2024).
La mise en forme du texte ne suit pas les recommandations de Wikipédia : il faut le « wikifier ».
Les points d'amélioration suivants sont les cas les plus fréquents. Le détail des points à revoir est peut-être précisé sur la page de discussion.
- Les titres sont pré-formatés par le logiciel. Ils ne sont ni en capitales, ni en gras.
- Le texte ne doit pas être écrit en capitales (les noms de famille non plus), ni en gras, ni en italique, ni en « petit »…
- Le gras n'est utilisé que pour surligner le titre de l'article dans l'introduction, une seule fois.
- L'italique est rarement utilisé : mots en langue étrangère, titres d'œuvres, noms de bateaux, etc.
- Les citations ne sont pas en italique mais en corps de texte normal. Elles sont entourées par des guillemets français : « et ».
- Les listes à puces sont à éviter, des paragraphes rédigés étant largement préférés. Les tableaux sont à réserver à la présentation de données structurées (résultats, etc.).
- Les appels de note de bas de page (petits chiffres en exposant, introduits par l'outil «  Source ») sont à placer entre la fin de phrase et le point final[comme ça].
- Les liens internes (vers d'autres articles de Wikipédia) sont à choisir avec parcimonie. Créez des liens vers des articles approfondissant le sujet. Les termes génériques sans rapport avec le sujet sont à éviter, ainsi que les répétitions de liens vers un même terme.
- Les liens externes sont à placer uniquement dans une section « Liens externes », à la fin de l'article. Ces liens sont à choisir avec parcimonie suivant les règles définies. Si un lien sert de source à l'article, son insertion dans le texte est à faire par les notes de bas de page.
- La présentation des références doit suivre les conventions bibliographiques. Il est recommandé d'utiliser les modèles {{Ouvrage}}, {{Chapitre}}, {{Article}}, {{Lien web}} et/ou {{Bibliographie}}. Le mode d'édition visuel peut mettre en forme automatiquement les références.
- Insérer une infobox (cadre d'informations à droite) n'est pas obligatoire pour parachever la mise en page.

Pour une aide détaillée, merci de consulter Aide:Wikification.
Si vous pensez que ces points ont été résolus, vous pouvez retirer ce bandeau et améliorer la mise en forme d'un autre article.
 (juin 2024).
Apatemys est un apatémyidé du paléogène.
Apatemys est un genre de la famille des Apatemyidae, un groupe éteint de petits mammifères placentaires insectivores qui vivaient au paléogène d'Amérique du Nord, d'Inde, de Mongolie et d'Europe. Bien que le nombre de genres et d'espèces soit encore débattu[réf. nécessaire], il a été déterminé que deux genres d'apatemyidés, Apatemys et Sinclairella, ont vécu successivement au cours de l'Éocène en Amérique du Nord. Le genre Apatemys, vivant il y a 50,3 millions d'années (ma), existait dans une partie du Wasatchien et a persisté tout au long du Duchesnéen en Amérique du Nord. En Europe, le genre Apatemys est présent au cours de l'Yprésien (56 - 55.2 à 50.8 - 47.8 Ma). Les analyses de spécimens appartenant au genre Apatemys suggèrent des adaptations caractéristiques des mammifères arboricoles.

## Étymologie
Le nom du genre Apatemys dérive du grec apate signifiant « tromperie » et mys signifiant « souris ». Dans la mythologie grecque, Apate représentait la tromperie et était l'un des mauvais esprits libérés de la boîte de Pandore. Bien que le mot grec « mys » soit utilisé en référence à la taille des apatemyidés, semblable à celle d'une souris, la relation entre le mot grec « apate » et le genre Apatemys est inconnue. Ce « mys » est d'ailleurs plus souvent imputée à la première incisive dite « de type rongeur », qui est à croissance continue chez les Apatemyidae (tout comme chez la souris).
La famille des Apatemyidae n'a pas de taxons frères et a fait face à de nombreux désaccords concernant ses origines et ses affinités. Les Apatemyidés sont rares, même dans les faunes où ils sont le plus souvent découverts, et la construction d'une taxonomie valide est un défi car les spécimens sont généralement récupérés dans des échantillons de petite taille. Les premières hypothèses sur les affinités avec les apatémyidés incluent des relations avec les ongulés et les rongeurs, mais les premières suggestions les plus populaires consistaient à les classer avec les Insectivores ou à les attribuer à leur propre ordre d'Apatotheria. Il a été proposé plus tard que les apatemyidés appartiennent à l'ordre des Cimolesta, qui considérait les apatémyidés plus étroitement liés aux carnivores qu'aux rongeurs. Cependant, les relations entre les Apatemyidae continuent d'être spéculées, des liens avec d'autres groupes comme les primates étant proposés. Aujourd'hui, néanmoins, on considère que les Apatemyidae sont des Euarchontoglires,. Apatemys compte douze taxons frères appartenant également à la famille des Apatemyidae, dont Asiapator, Carcinella, Eochiromys, Frugivastodon, Heterohyus, Jepsenella, Labidolemur, Russellmys, Sinclairella, Stehlinella, Teilhardella, et Unuchinia. Il existe treize espèces appartenant au genre Apatemys. L'espèce type du genre est Apatemys bellus, nommée par Marsh (1872). Son spécimen type (YPM 13512) est constitué d'une mandibule. Les espèces du genre Apatemys appartiennent au sous-ordre Apatotheria, dont les taxons frères sont Didelphodonta, Cimolestidae, Palaeoryctida, Pantodonta, Pantolesta, Pentacodontidae, Sarcodontidae et Todralestidae.

## Description
Les Apatemyidés sont des mammifères euthériens hautement spécialisés, uniquement présents dans les gisements tertiaires d'Amérique du Nord, d'Europe, d'Inde et de Mongolie,. La plupart des apatemyidés étaient de taille similaire à celle du Dactylopsila trivirgata existant, également connu sous le nom de phalanger au pelage rayé. Un squelette d'Apatemys chardini trouvé dans le sud-ouest du Wyoming a été mesuré à 36 cm, sa queue représentant près des deux tiers de sa longueur totale. Avec une longueur corps et tête de 15 cm, la taille de l'Apatemys chardini est en effet comparable à celle de phalanger au pelage rayé, qui a une longueur moyenne de corps de 12 cm. Le squelette des apatémyidés était plutôt mince et leur crâne était grand en comparaison. D'autres informations sur la morphologie du crâne ont été limitées en raison de l'écrasement des crânes des quelques squelettes complets des Apatemyidae. Les adaptations postcrâniennes importantes comprennent les deuxième et troisième doigts allongés et la queue allongée et gracile. Les Apatemyides sont également caractérisées par diverses caractéristiques dentaires, notamment une première incisive inférieure longue et courbe, une première incisive supérieure orientée verticalement, une deuxième prémolaire inférieure allongée et en forme de lame, des dents jugales supérieures et inférieures petites et étroites, et la présence d'une cuspide mésiobuccale supplémentaire, ainsi que d'un paraconide réduit sur les molaires inférieures. Les Apatemyidae ne portent pas de P3 supérieures, mais la présence et la taille de la P3 inférieure varie selon les genres et les espèces. Toutefois, les genres européens les plus récents n'ont plus de P3 inférieure.
Les Apatemyidés étaient des mammifères arboricoles (vivant dans les arbres), similaire à la niche écologique actuelle de l'aye-aye et du pic. Le pic et l'aye-aye sont tous deux capables de pénétrer dans le bois pour atteindre les invertébrés (majoritairement des insectes), mais l'aye-aye le fait en perçant des trous dans le bois à l'aide de ses incisives allongées, puis en extrayant les insectes à l'aide de son troisième doigt mince. Les mains et les dents hautement spécialisées des apatémyidés suggèrent qu'ils étaient capables de prélever les larves d'insectes xylophages dans les arbres de la même manière. Les doigts allongés II et III permettaient aux apatémyidés d'atteindre les minuscules crevasses de l'écorce des arbres et d'en extraire les larves pour se nourrir. D'autres comportements des apatemyidés ressemblaient à ceux de l'écureuil ou du lémurien des temps modernes. Dotés d'orteils griffus étroits et longs, les apatemyidés étaient adaptés pour saisir les arbres, ce qui est un comportement compatible avec les mammifères arboricoles.